# Ле-Шанж
Ле-Шанж (фр. Le Change) — коммуна во Франции, находится в регионе Аквитания. Департамент — Дордонь. Входит в состав кантона От-Перигор-Нуар. Округ коммуны — Перигё.
Код INSEE коммуны — 24103.

## География

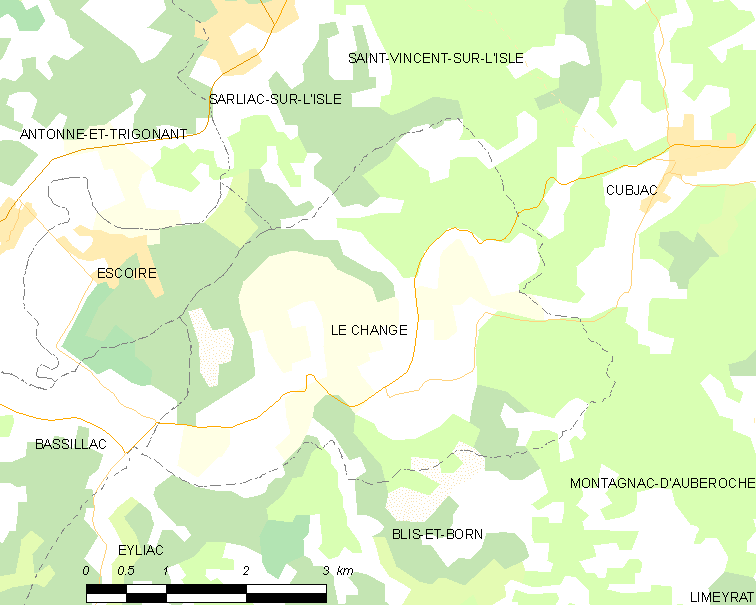
Карта коммуны

Коммуна расположена приблизительно в 430 км к югу от Парижа, в 125 км восточнее Бордо, в 14 км к востоку от Перигё.
По территории коммуны протекает река Овезер.

### Климат
Климат умеренный океанический со средним уровнем осадков, которые выпадают преимущественно зимой. Лето здесь долгое и тёплое, однако также довольно влажное, здесь не бывает регулярных периодов летней засухи. Средняя температура января — 5 °C, июля — 18 °C. Изредка вследствие стечения неблагоприятных погодных условий может наблюдаться непродолжительная засуха или случаются поздние заморозки. Климат меняется очень часто, как в течение сезона, так и год от года.

## Население
Население коммуны на 2010 год составляло 599 человек.
| 1962 | 1968 | 1975 | 1982 | 1990 | 1999 | 2010 |
| ---- | ---- | ---- | ---- | ---- | ---- | ---- |
| 396  | 381  | 412  | 451  | 516  | 539  | 599  |

## Администрация
Список мэров:
- 1944—1954 — Фернан Виньоль;
- 1954—1959 — Антонин Шарль Симон;
- 1959—1971 — Жан Лассень;
- 1971—1988 — Жан Ребьер;
- 1988—1989 — Мишель Марке;
- с 1989 — Мартин Лар.

## Экономика
В 2010 году среди 396 человек трудоспособного возраста (15-64 лет) 294 были экономически активными, 102 — неактивными (показатель активности — 74,2 %, в 1999 году было 72,1 %). Из 294 активных жителей работали 263 человека (137 мужчин и 126 женщин), безработных было 31 (13 мужчин и 18 женщин). Среди 102 неактивных 24 человека были учениками или студентами, 50 — пенсионерами, 28 были неактивными по другим причинам.

## Достопримечательности
- Церковь Св. Иоанна Крестителя (XI век);
- Часовня Св. Михаила (XII век). Исторический памятник с 1960 года[5];
- Замок Сандр (XIII век). Исторический памятник с 1965 года[6];
- Замок Фори (XV век). Исторический памятник с 1948 года[7].

## Фотогалерея

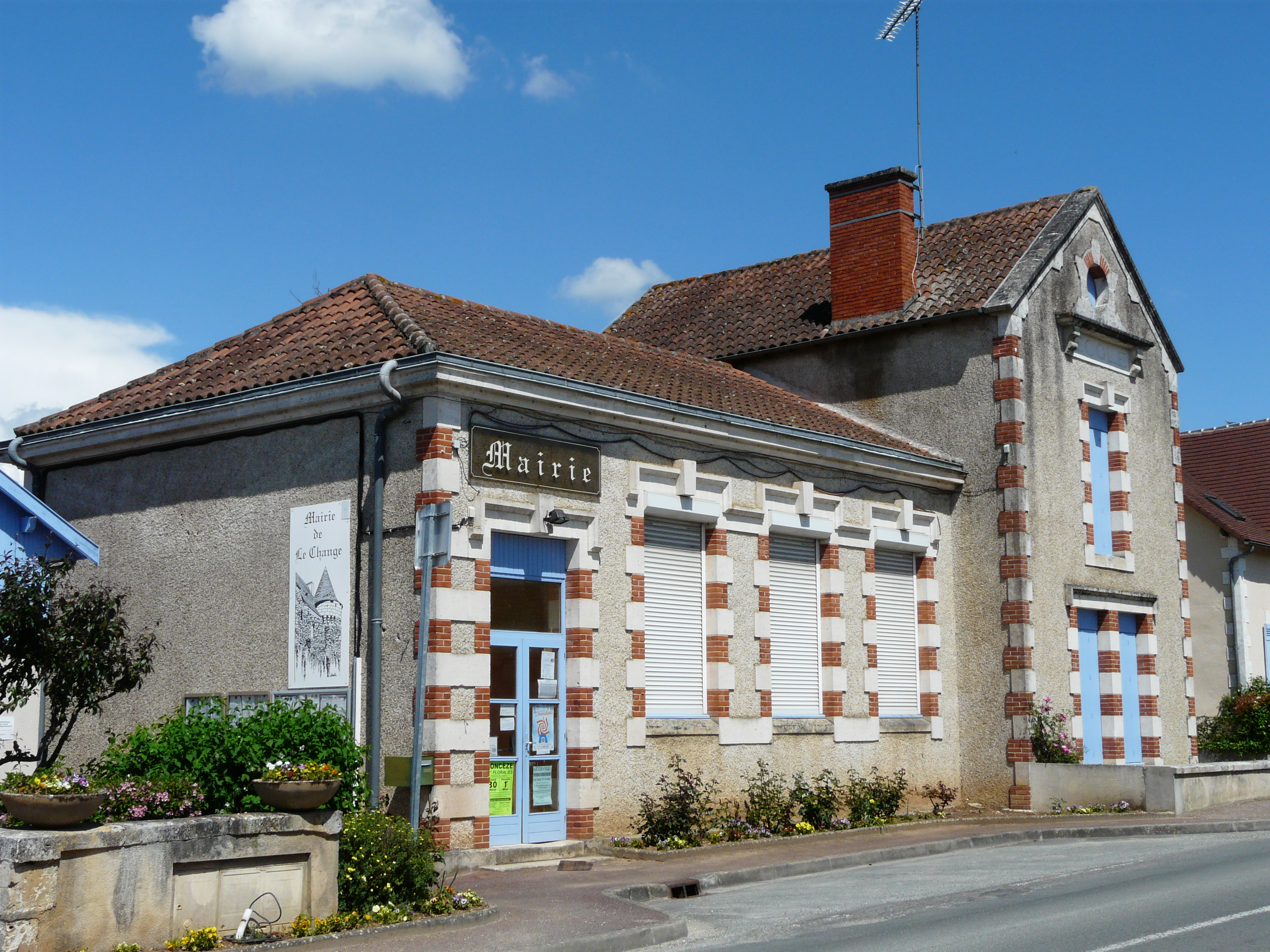
Мэрия
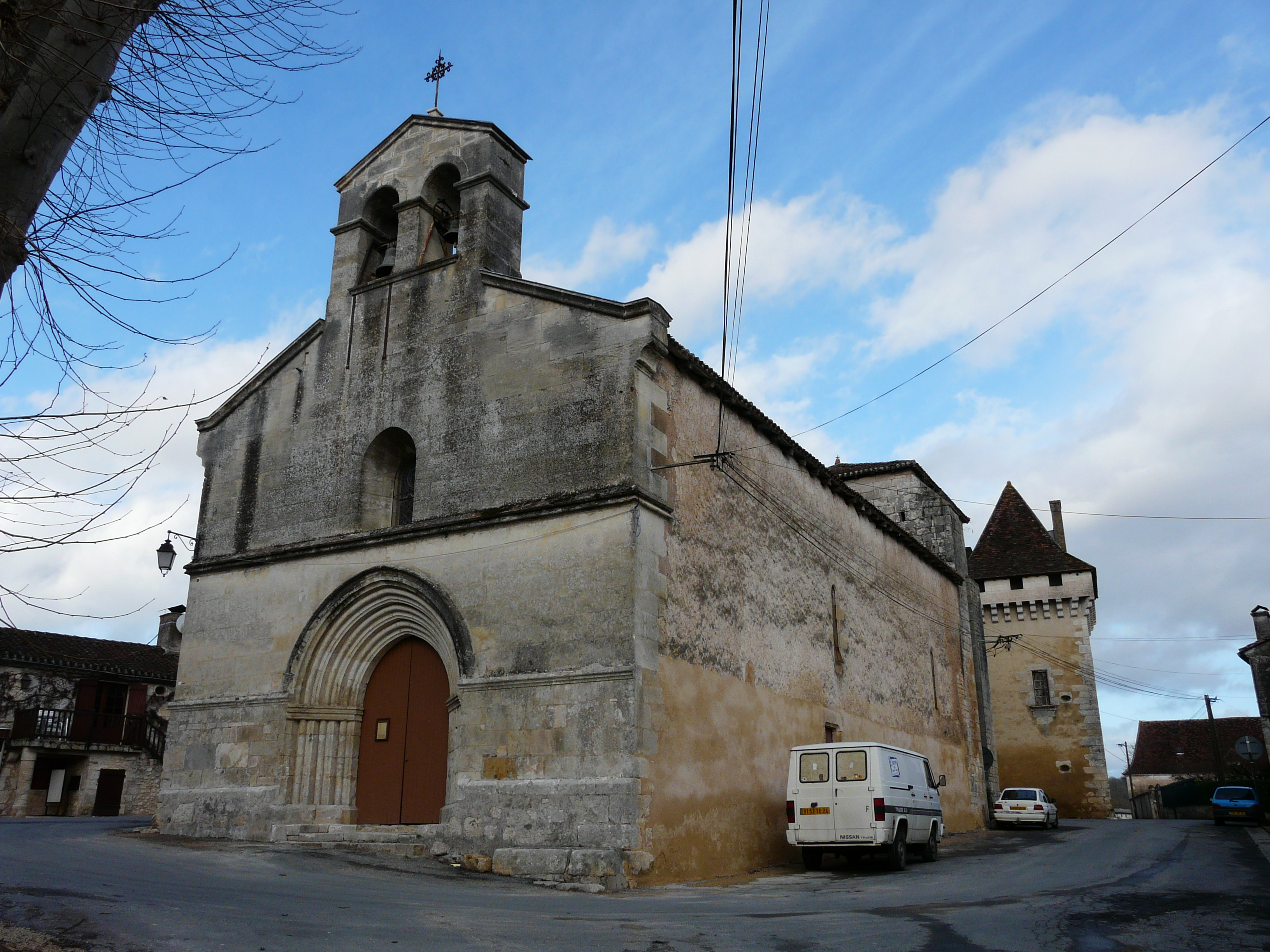
Церковь Св. Иоанна Крестителя
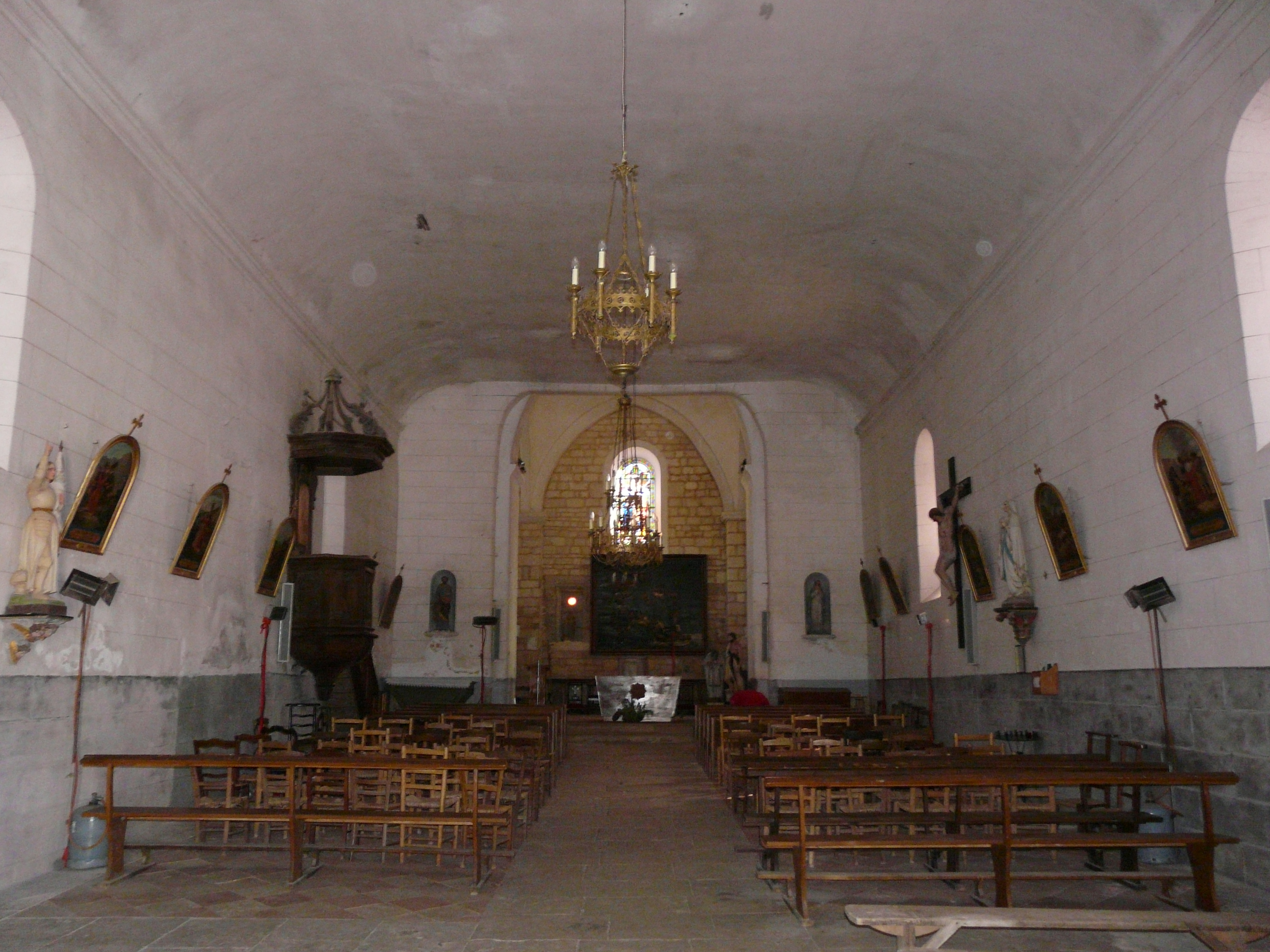
Интерьер церкви
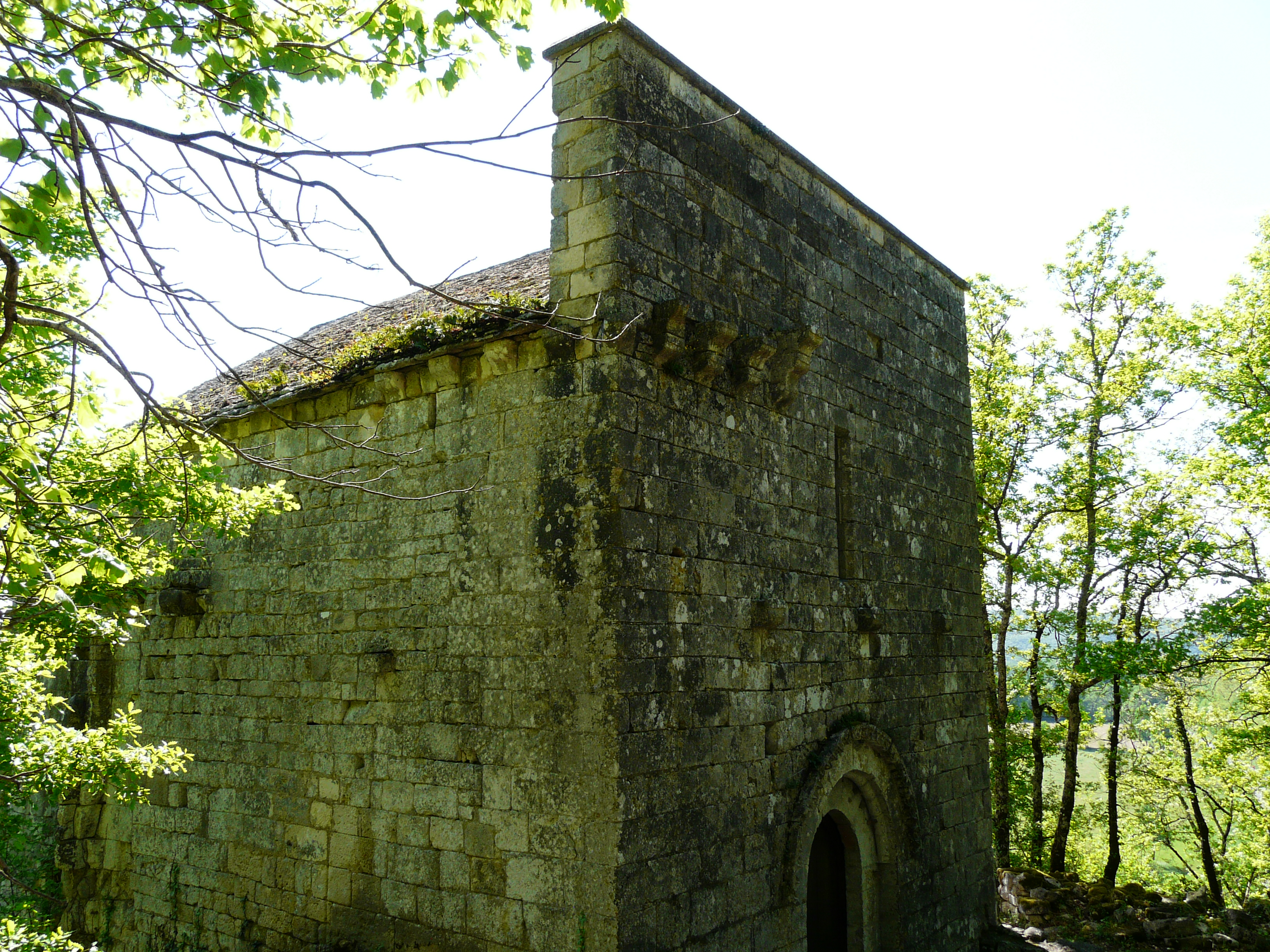
Часовня Св. Михаила
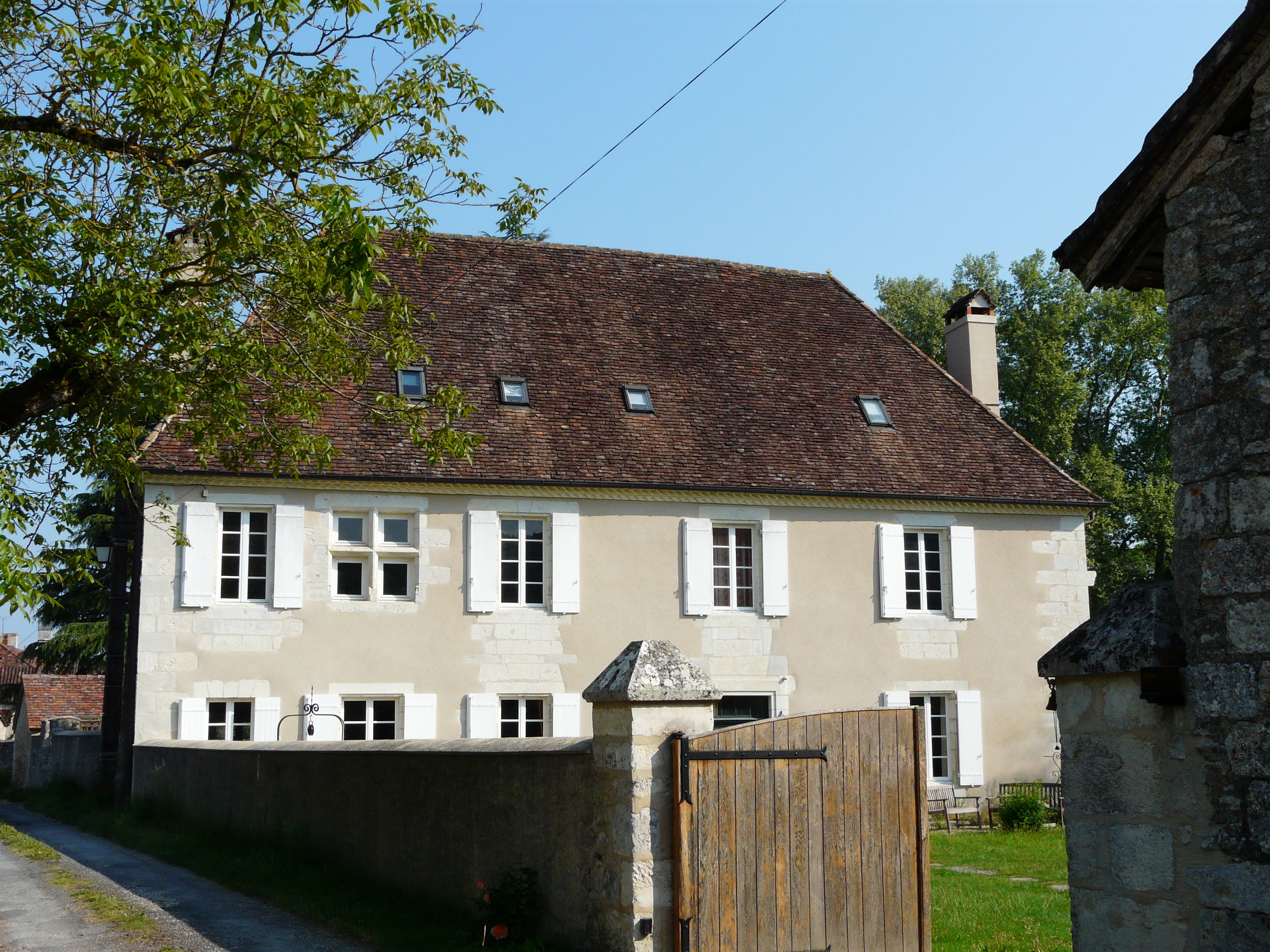
Замок Бан
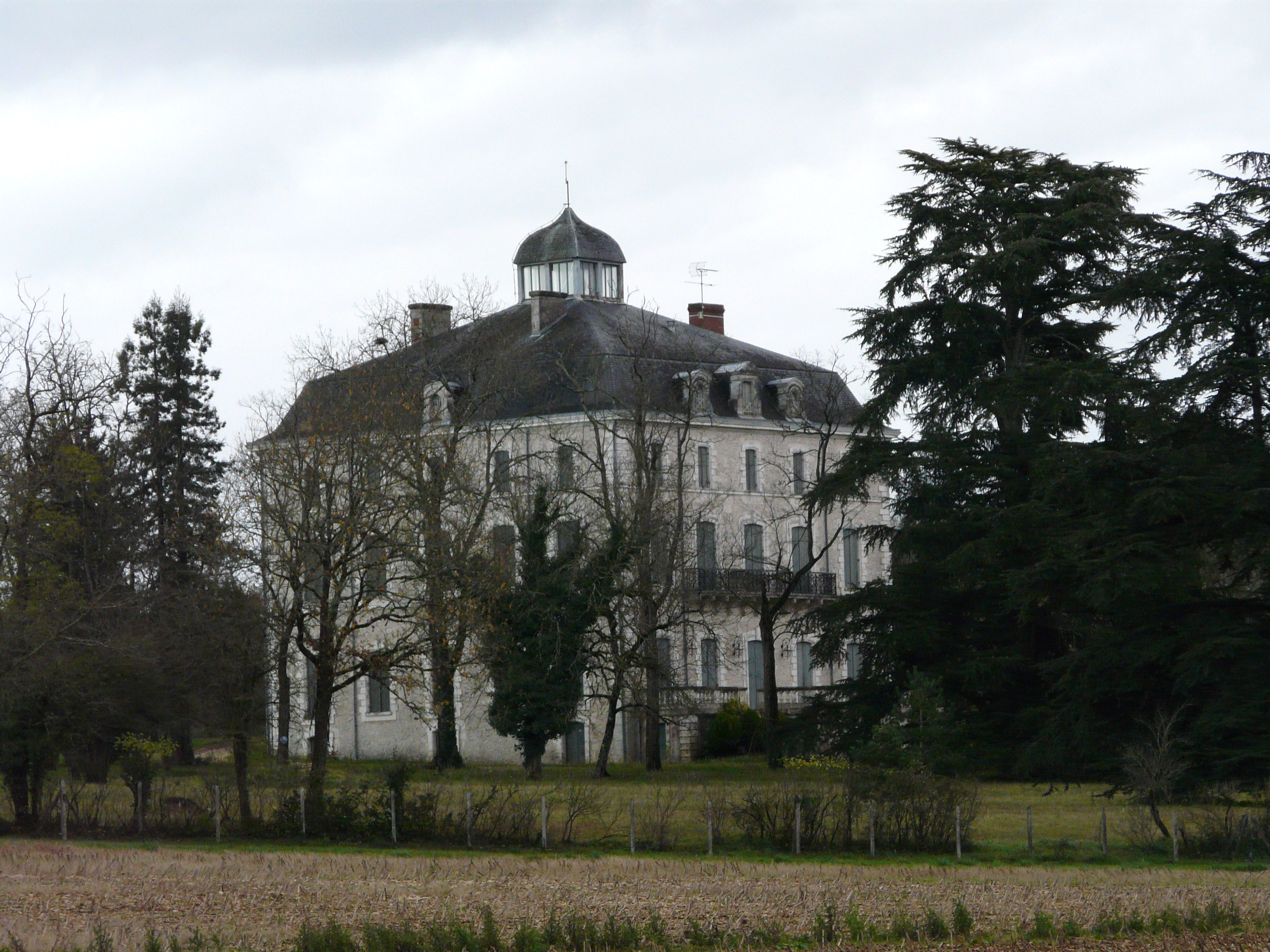
Замок Рок
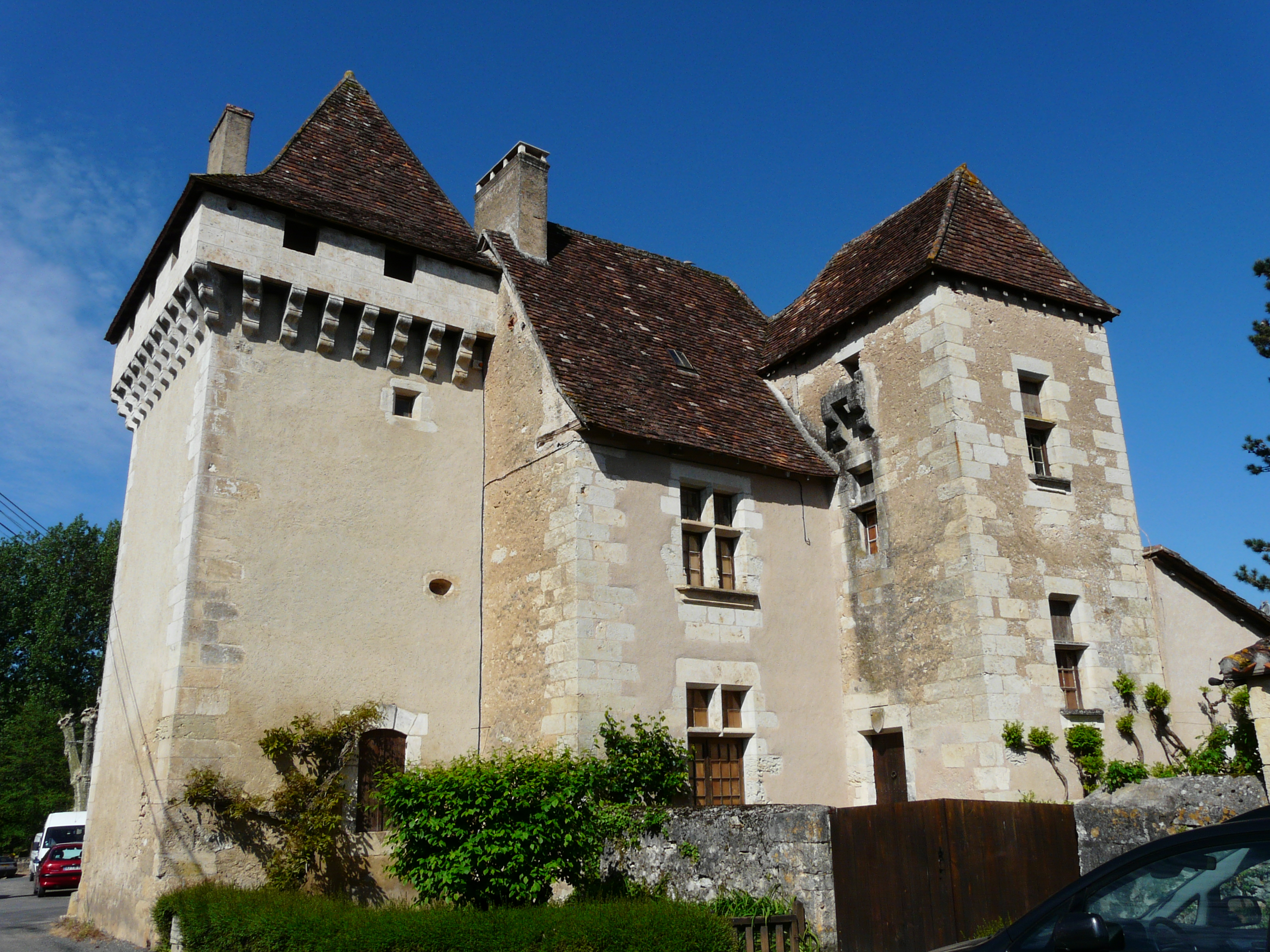
Замок Сандр
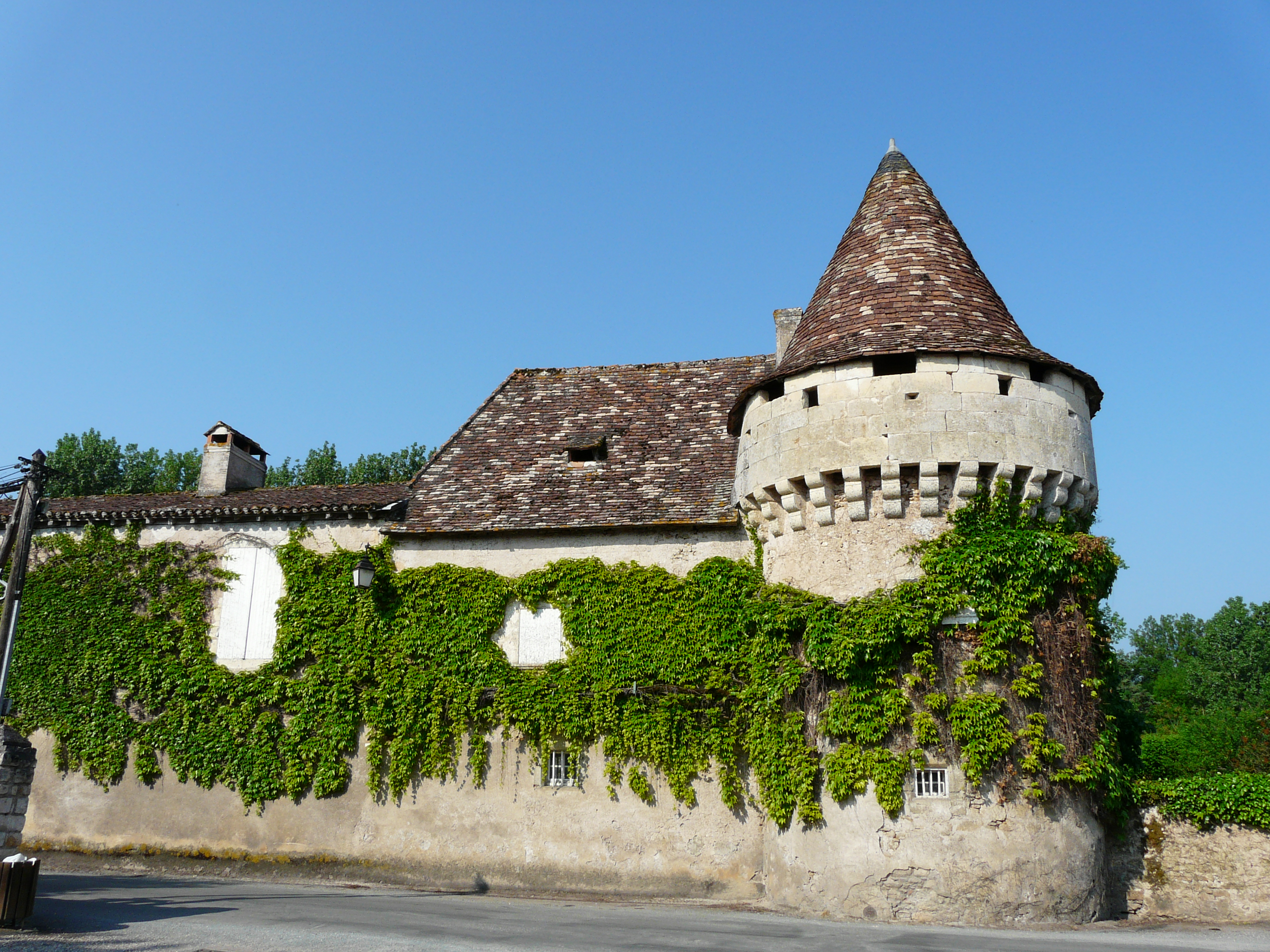
Замок Фори
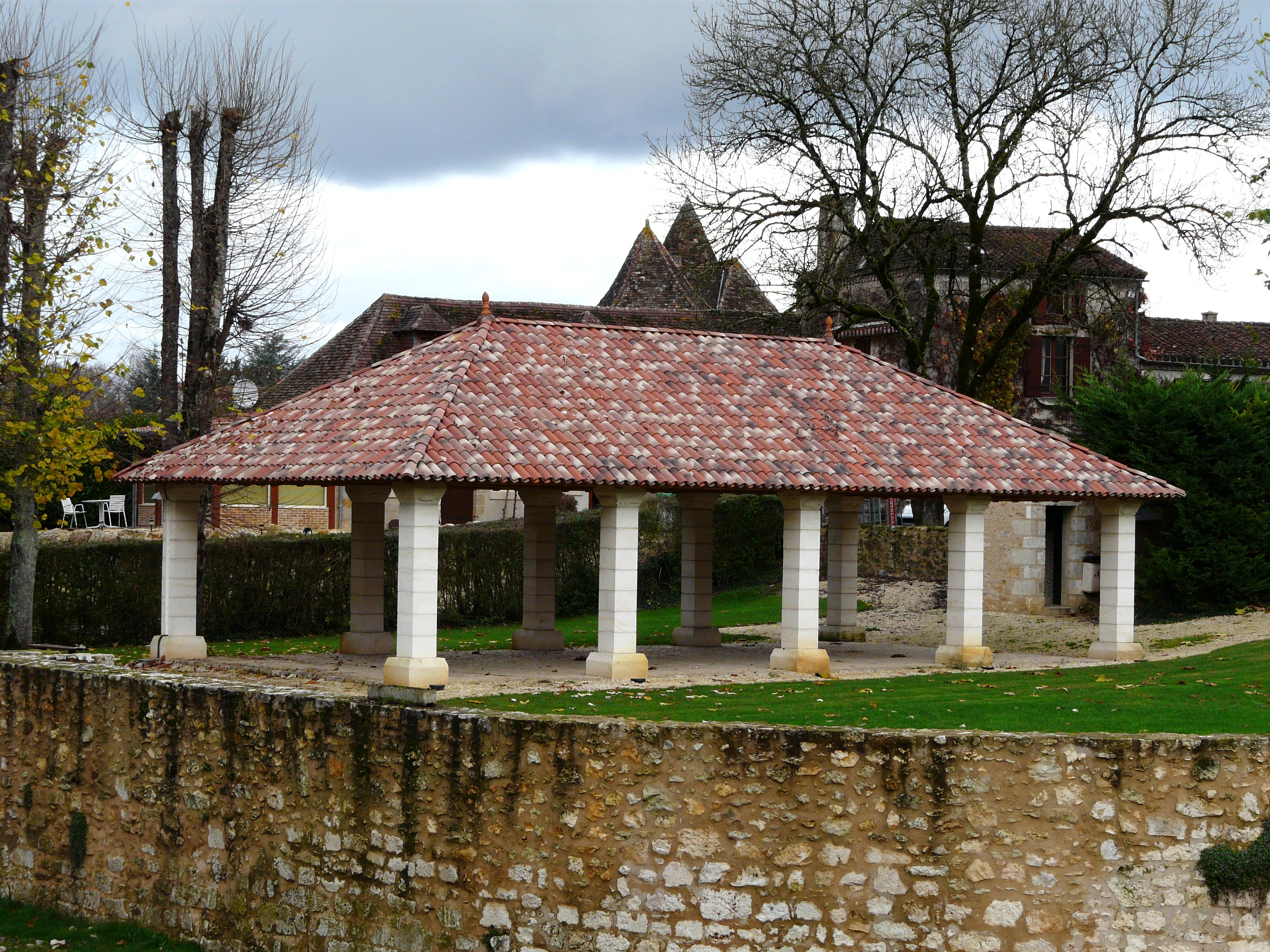
Крытый рынок
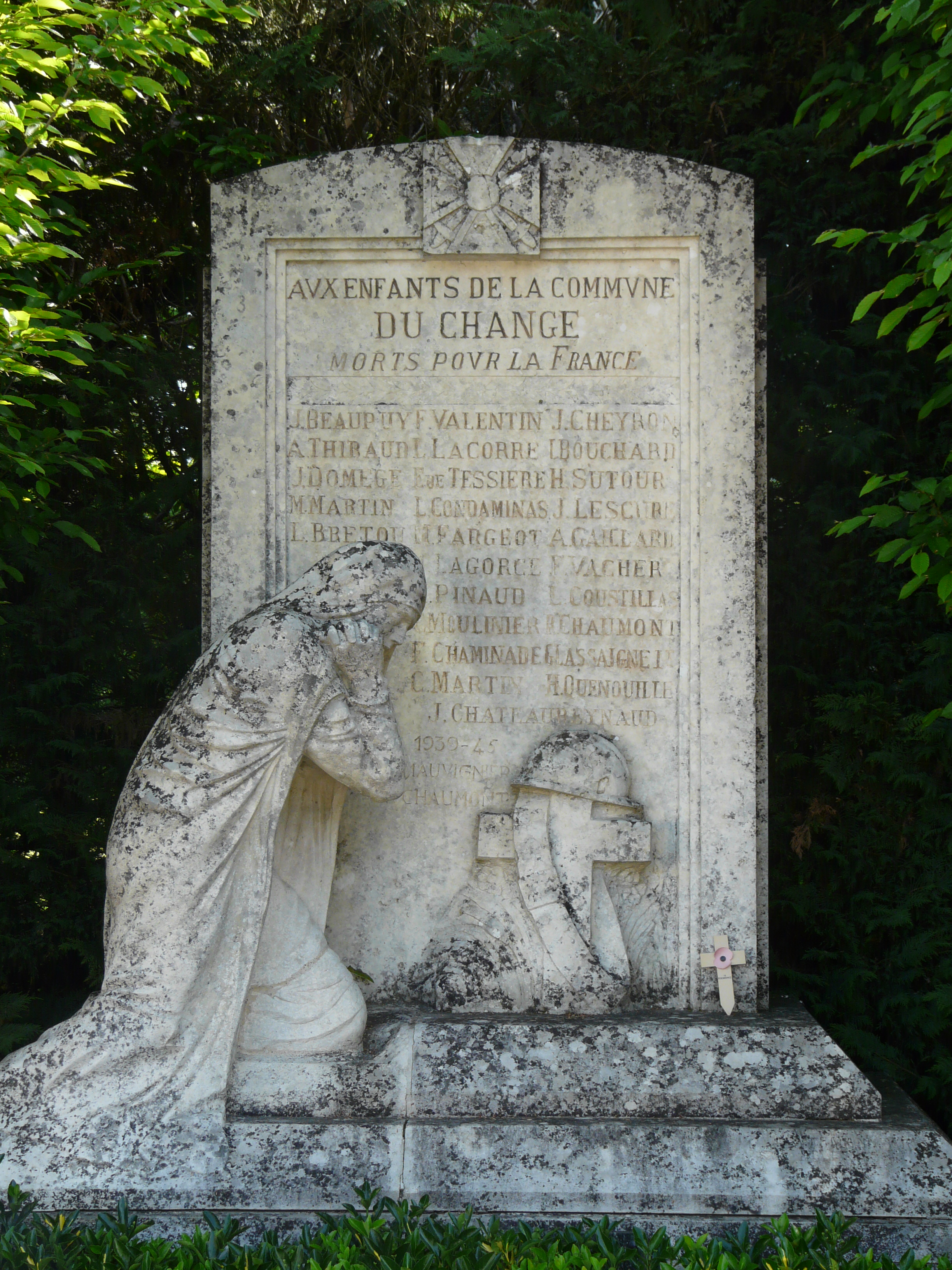
Военный мемориал
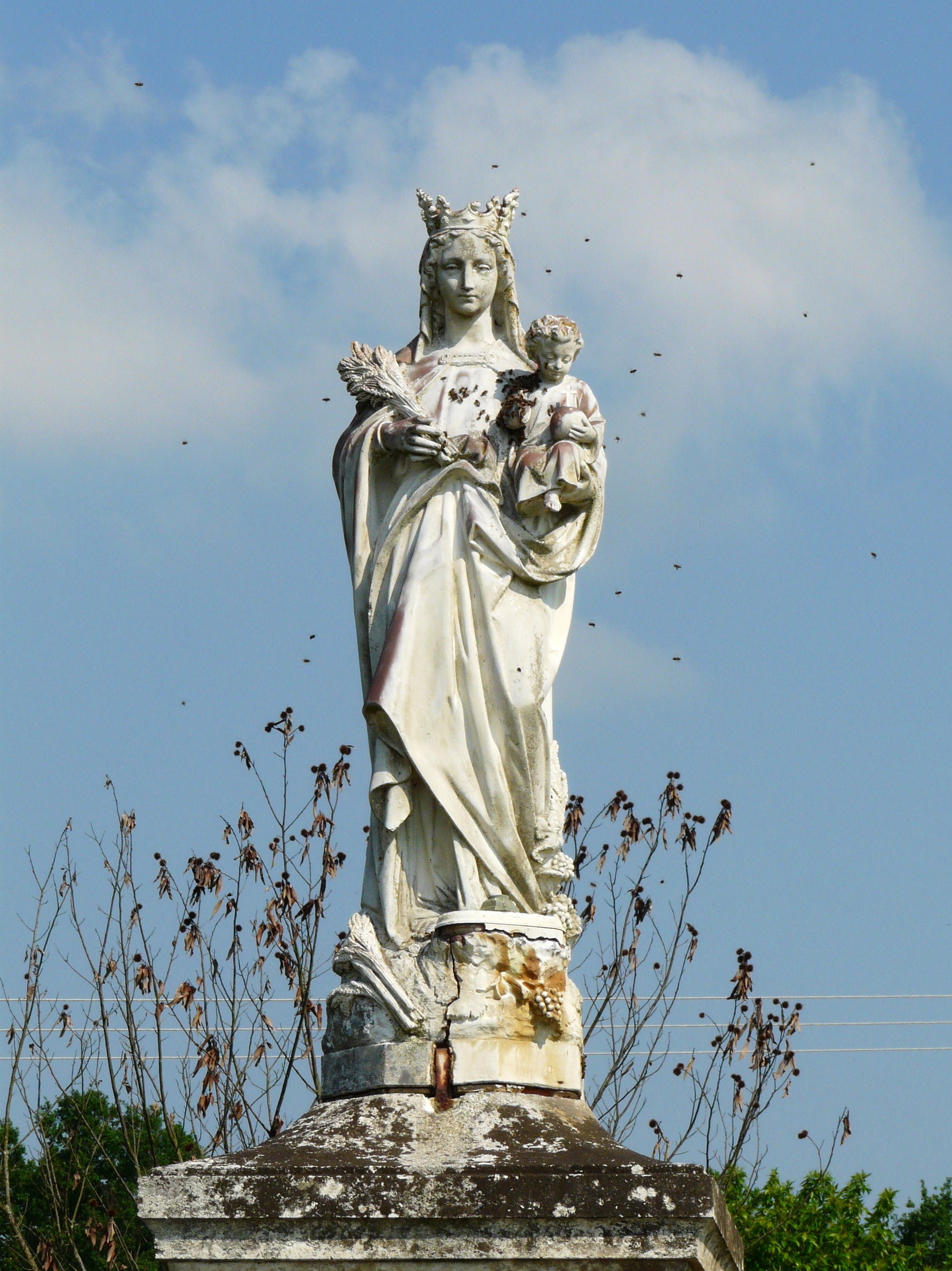
Статуя Богоматери
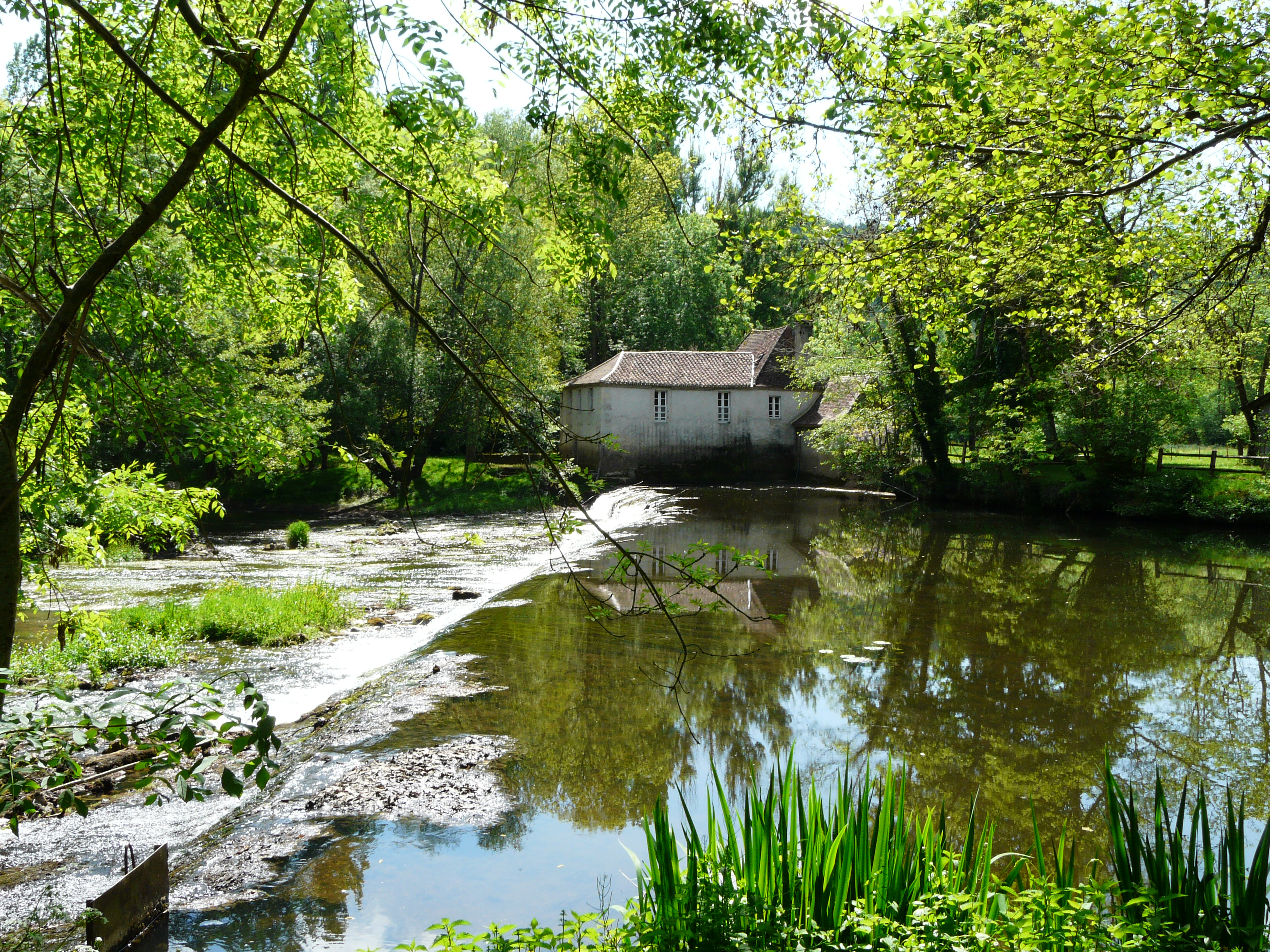
Река Овезер и водяная мельница Редроль